# Oxíbafo

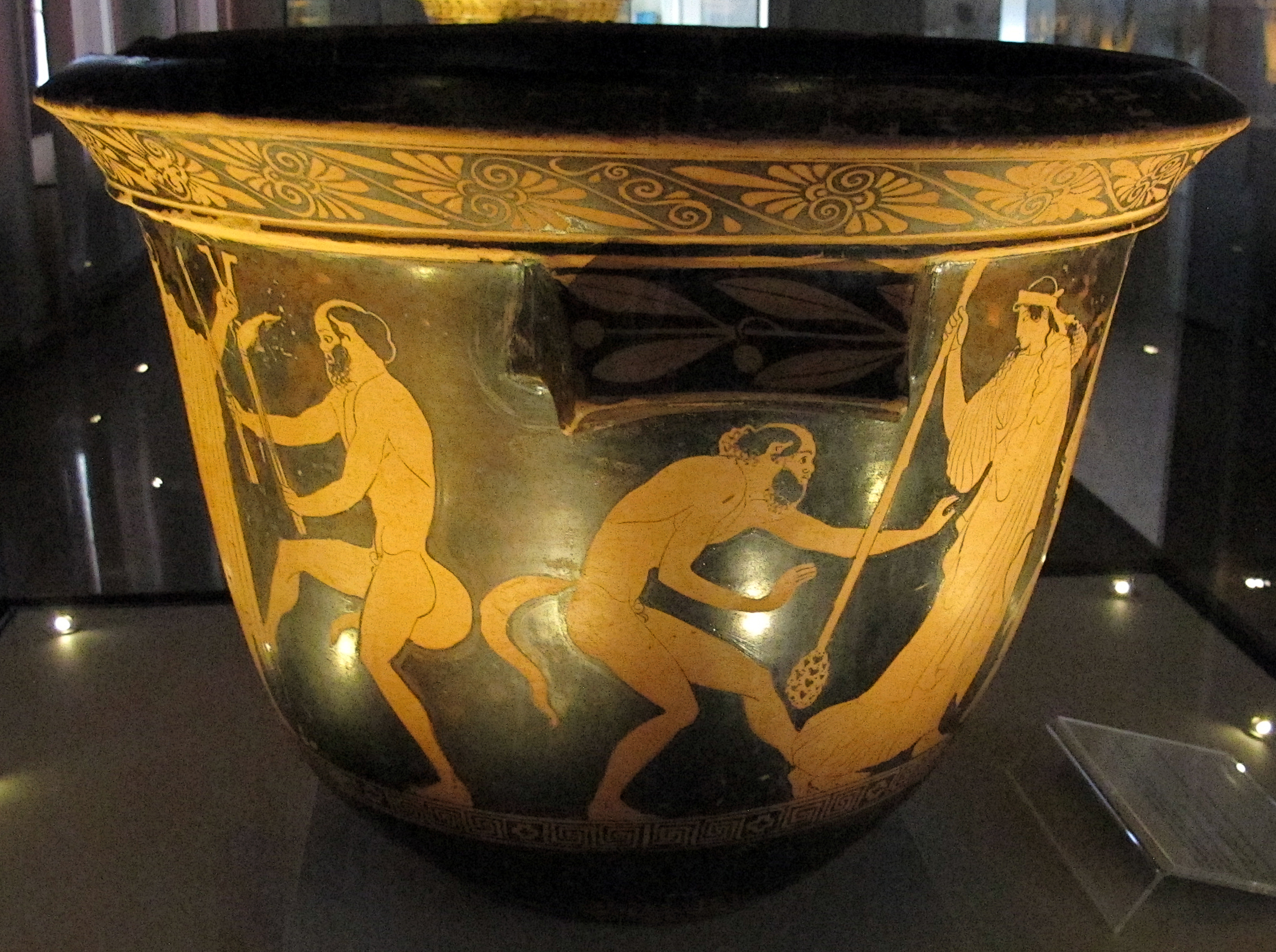
Crátera clasificada como oxybaphon y atribuida al pintor de Mikonos, decorada con una escena dionisiaca, 450 a. C. Museo arqueológico nacional de Ferrara.

Oxíbafo (del griego antiguo ὀξύβαφον, oxýbaphon) es un modelo de crátera, de pequeñas y altas asas o agarres, relacionada con el «acetabulum» latino. En la guía Fatás y Borrás se describe como pequeña ‘copa’ para escanciar, de ancho fondo plano que entre otros usos podía ser recipiente para salsas, como vinagrera y como medida de capacidad.
 En algunas clasificaciones se menciona dentro de las «ánforas», y puede aparecer asociada a las cótilas y a los cíatos.